# Torymus warreni
Torymus warreni är en stekelart som först beskrevs av Cockerell 1911.  Torymus warreni ingår i släktet Torymus och familjen gallglanssteklar. Inga underarter finns listade i Catalogue of Life.